# Harmonique ellipsoïdale
En mathématiques, une harmonique ellipsoïdale est une fonction définie sur un ellipsoïde et dont les propriétés généralisent celles des harmoniques sphériques définies sur une sphère. Elles ont été introduites par Gabriel Lamé et ont des applications en physique, entre autres pour déterminer les isothermes dans le problème de diffusion de la chaleur ou pour décrire le champ gravitationnel engendré par un ellipsoïde massif, tel l'ellipsoïde de référence proche du géoïde terrestre utilisé par le système GPS.
La définition des harmoniques ellipsoïdales a été étendue en plus grande dimension par Darboux, puis aux espaces de Hilbert par Kostyuchenko et Stepanov.